# Штайн, Лео
Лео Штайн (нем. Leo Stein, фамилия при рождении Розенштайн; 23 февраля 1861, Лемберг — 28 июля 1921, Вена) — австрийский драматург и либреттист.
Его основные сочинения — либретто к опереттам.
Иоганн Штраус (сын):
- «Венская кровь» (нем. Wiener Blut; 1899, совместно с Виктором Леоном)

Франц Легар:
- «Божественный супруг» (нем. Der Göttergatte; 1904)
- «Весёлая вдова» (нем. Die lustige Witwe; 1905)
- «Граф Люксембург» (нем. Der Graf von Luxemburg; 1909)
- «Голубая мазурка» (нем. Die blaue Mazur; 1920)

Оскар Недбал:
- «Польская кровь» (нем. Polenblut; 1913)

Имре Кальман:
- «Королева чардаша (Сильва)» (нем. Die Csárdásfürstin; 1915)
- «Голландочка» (нем. Das Hollandweibchen; 1920)